# Ministério Público do Estado de Santa Catarina
O Ministério Público do Estado de Santa Catarina (MPSC) é a instância no Estado do Santa Catarina do Ministério Público, que tem como objetivo defender os direitos dos cidadãos e os interesses da sociedade. 